# Theridion eugeni
Theridion eugeni là một loài nhện trong họ Theridiidae.
Loài này thuộc chi Theridion. Theridion eugeni được Carl Friedrich Roewer miêu tả năm 1942.